# Restrepo (ort i Meta, lat 4,26, long -73,56)
Restrepo är en ort i Colombia.   Den ligger i departementet Meta, i den centrala delen av landet, 70 km sydost om huvudstaden Bogotá. Restrepo ligger 474 meter över havet och antalet invånare är 7 511.
Terrängen runt Restrepo är varierad. Runt Restrepo är det ganska glesbefolkat, med 42 invånare per kvadratkilometer. Närmaste större samhälle är Villavicencio, 14,8 km sydväst om Restrepo. Omgivningarna runt Restrepo är en mosaik av jordbruksmark och naturlig växtlighet.